# 舘直樹
舘 直樹（たて なおき、1965年1月10日 - ）は、日本のアニメーター。東京都練馬区出身。菁画舎出身。東映アニメーション所属。

## 人物
菁画舎で『ドラゴンボール』のグロス回を担当し、後に東映アニメーションに移籍したメンバーの一人。
『ONE PIECE』には第1話「俺はルフィ! 海賊王になる男だ!」から原画で参加しており、第105話「アラバスタ戦線! 夢の町レインベース」で作画監督デビューする。菁画舎時代からの先輩である島貫正弘と連名で作画監督を数回こなした後、単独で作画監督を手がけるようになる。その後はワンピースのメイン作画監督の一人としてローテーションに入り続けている。
『ONE PIECE』の原作が好きであると公言しており、仕事机には原作コミックスがずらりと並んでいる。その為か絵柄はかなり原作似である。また、最近は『オマツリ男爵と秘密の島』（特にすしお）の作風も取り入れており、ダイナミックなアクション作画を得意とするようになる。
『エピソードオブチョッパー+冬に咲く、奇跡の桜』にて、ついに劇場版のキャラクターデザイン・作画監督を任されるまでに至った。

## 参加作品

### テレビ
- ドラゴンボール（1986年-1989年）動画
- ドラゴンボールZ（1989年-1996年）動画・原画
- ドラゴンボールZ たったひとりの最終決戦〜フリーザに挑んだZ戦士 孫悟空の父〜（1990年）動画
- ドラゴンボールGT（1996年-1997年）原画
- ドクタースランプ（1997年-1999年）原画
- ONE PIECE（1999年-2010年）原画・作画監督
- 探偵少年カゲマン（2001年）原画
- ドラゴノーツ -ザ・レゾナンス- （2007年-2008年）原画
- キャシャーン Sins（2008年）原画
- 君に届け（2009年-2010年）原画
- 黒執事II（2010年）原画
- ギルティクラウン（2011年）原画
- トリコ （2011年-2014年）作画監督・原画・作画監督補佐
- スマイルプリキュア!（2012年-2013年）原画
- ONE PIECE エピソードオブメリー 〜もうひとりの仲間の物語〜（2013年）原画
- 京騒戯画（2013年）作画監督、原画
- 鬼灯の冷徹（2014年）OP原画
- ご注文はうさぎですか?（2014年）原画
- ディスク・ウォーズ:アベンジャーズ（2014年-2015年）キャラクターデザイン[2]・作画監督・原画
- ワールドトリガー（2014年-2016年）OP原画・原画
- ドラゴンボール超（2015年-2018年）作画監督・OP原画・原画
- タイガーマスクW（2016年-2017年）OP原画
- デジモンユニバース アプリモンスターズ（2016年-2017年）OP原画
- デジモンアドベンチャー:（2020年-2021年）作画監督・原画
- デジモンゴーストゲーム（2021年-2023年）作画監督・総作画監督・原画
- 逃走中 グレートミッション（2023年）作画監督・原画

### 劇場アニメ
- ドラゴンボール 魔神城のねむり姫（1987年）動画
- ドラゴンボールZ 危険なふたり!超戦士はねむれない（1994年）原画
- ドラゴンボールZ 復活のフュージョン!!悟空とベジータ（1995年）原画
- ドラゴンボール 最強への道（1996年）原画
- ONE PIECE（2000年）原画
- デジモンテイマーズ 冒険者たちの戦い（2001年）作画監督補佐
- キン肉マンII世 マッスル人参争奪!超人大戦争（2002年）原画
- ONE PIECE THE MOVIE デッドエンドの冒険（2003年）原画
- ONE PIECE 呪われた聖剣（2004年）作画監督補佐
- ONE PIECE めざせ!海賊野球王（2004年）原画
- ONE PIECE THE MOVIE カラクリ城のメカ巨兵（2006年）作画監督補佐
- デジモンセイバーズ THE MOVIE　究極パワー!バーストモード発動!（2006年）原画
- ONE PIECE エピソードオブアラバスタ 砂漠の王女と海賊たち（2007年）作画監督補佐
- ONE PIECE THE MOVIE エピソードオブチョッパー+冬に咲く、奇跡の桜（2008年）キャラクターデザイン・作画監督・原画
- サマーウォーズ（2009年）原画
- ONE PIECE FILM STRONG WORLD（2009年）作画監督補佐・原画
- 映画 スイートプリキュア♪ とりもどせ! 心がつなぐ奇跡のメロディ♪（2011年）原画
- 映画 プリキュアオールスターズNewStage みらいのともだち（2012年）原画
- 虹色ほたる 〜永遠の夏休み〜（2012年）原画
- 劇場版 FAIRY TAIL 鳳凰の巫女 （2012年）原画
- ONE PIECE FILM Z（2012年）作画監督・原画
- ポッピンQ（2016年）原画
- 未来のミライ（2018年）原画
- ドラゴンボール超 ブロリー（2018年）パート作画監督・原画
- ONE PIECE STAMPEDE（2019年）作画監督・原画
- 映画 スター☆トゥインクルプリキュア 星のうたに想いをこめて（2019年）原画
- 魔女見習いをさがして（2020年）原画
- ONE PIECE FILM RED（2022年）作画監督・原画
- 鬼太郎誕生 ゲゲゲの謎 （2023年）原画

### OVA
- 勝利投手（1986年）動画
- ドラゴンボールZ外伝 サイヤ人絶滅計画（1993年）原画

### ゲーム
- ONE PIECE グランドバトルシリーズのアニメーションパートの作画監督・原画
- サモンナイト2 DS版予約特典アニメ（2008年）原画

### その他
- イベントアニメ ドラゴンボール オッス!帰ってきた孫悟空と仲間たち!!（2008年）作画監督補佐・原画